# Elisha Obed
Pour les articles homonymes, voir Obed (homonymie).
Elisha Obed, de son vrai nom Everett Ferguson, est un boxeur bahamien né le 27 février 1952 à Nassau et mort le 28 juin 2018.

## Carrière
Passé professionnel en 1967, il devient champion d'Amérique du Nord NABF des super-welters le 21 janvier 1975 puis champion du monde WBC de la catégorie le 13 novembre 1975 après sa victoire par arrêt de l'arbitre au 11e round contre Miguel de Oliveira. Obed conserve son titre face à Tony Gardner et Sea Robinson avant d'être à son tour battu par Eckhard Dagge le 18 juin 1976. Battu également en 1978 par Rocky Mattioli lors d'un autre championnat WBC des super-welters, il met un terme à sa carrière en 1988 sur un bilan de 88 victoires, 21 défaites et 4 matchs nuls.

## Référence
1. ↑  (en) « Elisha Obed passes », sur thenassauguardian.com, 30 juin 2018 (consulté le 2 juillet 2018).
2. ↑  (en) Elisha Obed vs. Eckhard Dagge (boxrec.com)